# Agrostaleyrodes arcanus
Agrostaleyrodes arcanus es un insecto hemíptero de la familia Aleyrodidae, subfamilia Aleyrodinae.
Agrostaleyrodes arcanus fue descrita científicamente por Ko in Ko, Chou & Wu en 2001.